# Something beautiful
Something beautiful is een single uit 2003 van de Britse zanger Robbie Williams.
Het is het derde nummer van het vijfde studio-album Escapology.

## Tracklist
1. Something beautiful 4:52
2. Berliner Star 3:54

| "Something beautiful" in de Nederlandse Single Top 100 - binnen: 27-07-2003 | "Something beautiful" in de Nederlandse Single Top 100 - binnen: 27-07-2003 | "Something beautiful" in de Nederlandse Single Top 100 - binnen: 27-07-2003 | "Something beautiful" in de Nederlandse Single Top 100 - binnen: 27-07-2003 | "Something beautiful" in de Nederlandse Single Top 100 - binnen: 27-07-2003 | "Something beautiful" in de Nederlandse Single Top 100 - binnen: 27-07-2003 | "Something beautiful" in de Nederlandse Single Top 100 - binnen: 27-07-2003 | "Something beautiful" in de Nederlandse Single Top 100 - binnen: 27-07-2003 | "Something beautiful" in de Nederlandse Single Top 100 - binnen: 27-07-2003 | "Something beautiful" in de Nederlandse Single Top 100 - binnen: 27-07-2003 | "Something beautiful" in de Nederlandse Single Top 100 - binnen: 27-07-2003 | "Something beautiful" in de Nederlandse Single Top 100 - binnen: 27-07-2003 | "Something beautiful" in de Nederlandse Single Top 100 - binnen: 27-07-2003 | "Something beautiful" in de Nederlandse Single Top 100 - binnen: 27-07-2003 | "Something beautiful" in de Nederlandse Single Top 100 - binnen: 27-07-2003 |
| Week                                                                        | 1                                                                           | 2                                                                           | 3                                                                           | 4                                                                           | 5                                                                           | 6                                                                           | 7                                                                           | 8                                                                           | 9                                                                           | 10                                                                          | 11                                                                          | 12                                                                          | 13                                                                          |                                                                             |
| --------------------------------------------------------------------------- | --------------------------------------------------------------------------- | --------------------------------------------------------------------------- | --------------------------------------------------------------------------- | --------------------------------------------------------------------------- | --------------------------------------------------------------------------- | --------------------------------------------------------------------------- | --------------------------------------------------------------------------- | --------------------------------------------------------------------------- | --------------------------------------------------------------------------- | --------------------------------------------------------------------------- | --------------------------------------------------------------------------- | --------------------------------------------------------------------------- | --------------------------------------------------------------------------- | --------------------------------------------------------------------------- |
| Nummer                                                                      | 32                                                                          | 16                                                                          | 19                                                                          | 19                                                                          | 25                                                                          | 25                                                                          | 35                                                                          | 52                                                                          | 58                                                                          | 60                                                                          | 61                                                                          | 65                                                                          | 81                                                                          | uit                                                                         |